# Stefan Stambolov

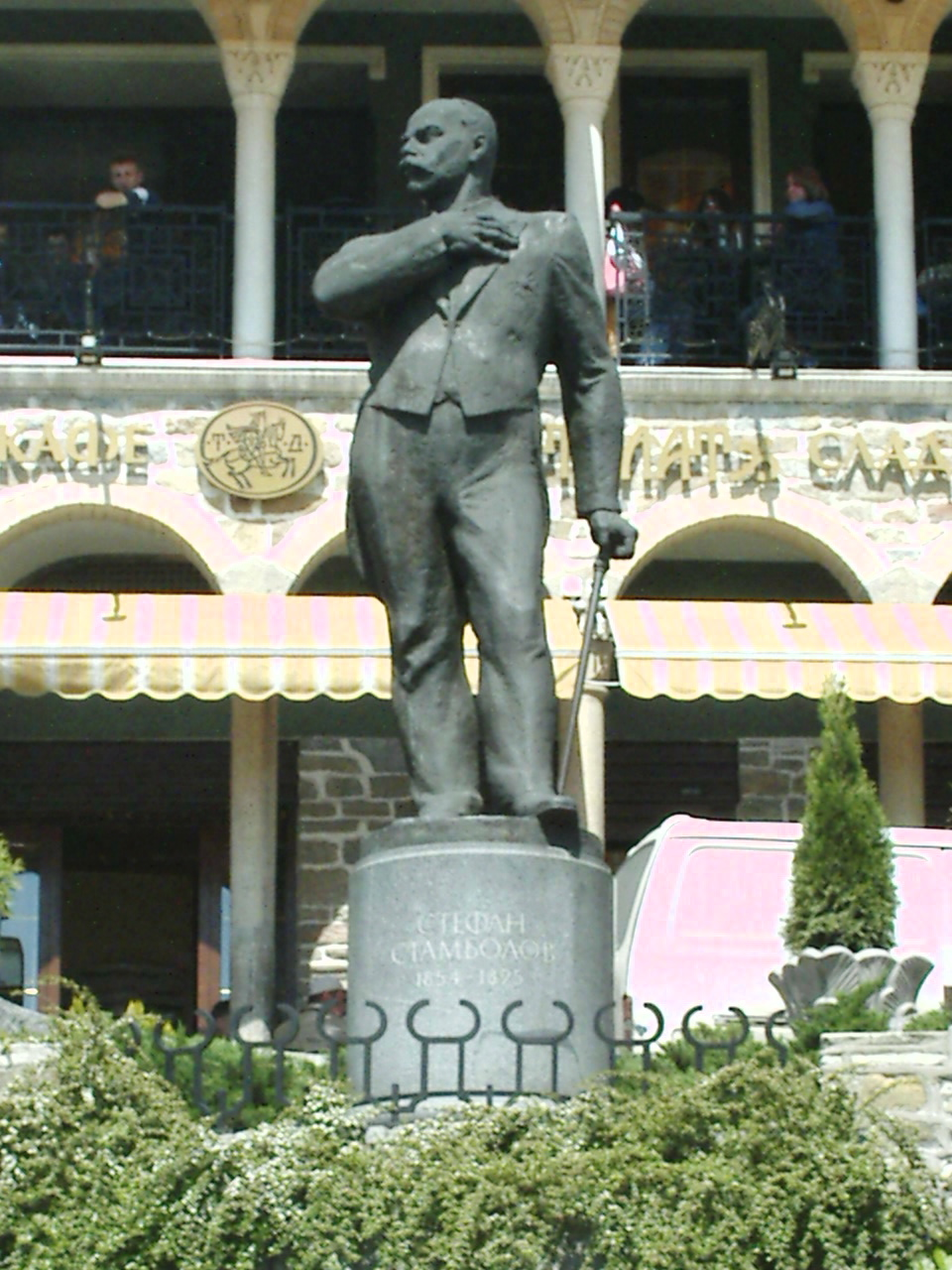
Staty av Stefan Stambolov i Veliko Tărnovo

Stefan Nikolov Stambolov, född 31 januari 1854 i Tărnovo, död 18 juli 1895 i Sofia, var en bulgarisk politiker.
Hans far var värdshusvärd i Tărnovo. Stefan Stambolov fick först en knapphändig undervisning i sin hemstad och studerade sedan på rysk bekostnad i Odessa, men han måste lämna staden efter ett par år på grund av sitt deltagande i radikala politiska möten. Han anslöt sig tidigt till rörelserna för självständighet för Bulgarien, nämligen Ljuben Karavelovs och Christo Botevs revolutionärt patriotiska krets av bulgariska emigranter i Bukarest, skrev frihetsdikter och var en av de första som satte igång det misslyckade upproret i Bulgarien 1875-76. 
Efter att Bulgarien bildats som stat 1879 blev Stambolov, som nu ägnade sig åt advokatverksamhet, från början deputerad i sobranjen (parlamentet), där han tillhörde det liberala partiet, som i regel stod i spänt förhållande till furst Alexander. 1884 blev han vald till sobranjens ordförande och intog denna betydelsefulla ställning när den bulgariska krisen bröt ut i och med att Östrumelien förenades med Bulgarien (18 september 1885). Stambolov verkade kraftigt för att Bulgarien skulle godkänna föreningen och gav furst Alexander, som ställde sig i spetsen för den nationella rörelsen, sitt oförbehållsamma stöd. Då fursten 21 augusti 1886 störtades ställde sig Stambolov, efter ett ögonblicks tvekan, resolut i spetsen för en motrevolution, som efter några dagar återförde furst Alexander till makten. När denne emellertid på grund av Rysslands oförsonlighet 7 september 1886 abdikerade blev Stambolov främste ledamoten av det tremannaregentskap som tog över regeringsmakten. Han var nu under nära åtta år Bulgariens verklige ledare. När furst Ferdinand tillträdde 14 augusti 1887 och Stambolov övergick från regent till premiärminister innebar detta inte på länge någon förändring i hans faktiska diktatorsställning. 
Stambolov var en energisk regeringschef. I utrikespolitiken hävdade han kraftigt mot Ryssland Bulgariens självständighet, och sökte och fann stöd för detta främst hos Österrike men fick det även från Storbritannien. Han försökte förhålla sig väl till den suzeräna makten, Osmanska riket. Han ville inte offra några reella fördelar för att vinna Bulgariens formella oberoende, och gav inget stöd åt den revolutionära rörelsen i Makedonien. I stället utverkade han genom förhandlingar eftergifter för Bulgariens nationellt kyrkliga krav i detta land. Han slog hårt ner på den inhemska revolutionära ryssvänliga oppositionen och straffade hårt upprorsförsök och attentat, ofta med döden, och skickade flera politiska ledare i exil. Också den lojala oppositionen behandlade han hårt, och brydde sig inte om att följa lagen. Hans despotiska styrelsemetoder ökade missnöjet mot honom, och även furst Ferdinand ledsnade på det, i synnerhet sedan hans egen ställning tack vare Stambolov efter hand blivit fastare. Då Stambolov inblandades i en äktenskapsskandal i krigsministern Michail Savovs familj utbröt på våren 1894 en kris som slutade med att fursten beviljade Stambolov avskedsansökan och utnämnde Konstantin Stoilov till premiärminister. Våldsamma gatudemonstrationer mot Stambolov beledsagade hans fall. 
Stambolov inlät sig nu muntligen och skriftligen (genom sitt organ "Svoboda") i en ursinnig kritik av de nya makthavarna och fursten själv och blev å sin sida föremål för en formlig förföljelse från dessas sida; hans ämbetsförvaltning underkastades undersökning av en parlamentarisk kommission, hans egendom sekvestrerades, och personligen utsattes han för upprepade trakasserier. Hans begäran att få lämna landet för att återställa sin försvagade hälsa avböjdes, och inga åtgärder vidtogs för att skydda honom mot de makedonska grupper som ville hämnas på honom för nationalistledaren major Panitsa, som avrättats 1890. 15 juli 1895 blev han överfallen på öppen gata i Sofia av några bland dessa och så svårt sårad av deras knivar, att han avled efter ett par dagar. 